# TV로펌 법대법
《TV로펌 법대법》은 2013년 7월 11일부터 2015년 3월 28일까지 방송되었던 예능 프로그램이다.

## 기획 의도
- 법률 고수들이 알려주는 각 분야별 법률 필살기를 배워보고 법률적 지식을 습득할 수 있는 예능 프로그램이다.

## 방송 시간
- 2013년 7월 11일 ~ 2013년 9월 19일 : 매주 목요일 밤 11시
- 2013년 9월 28일  ~ 2015년 3월 28일 : 매주 토요일 밤 9시 30분

## 진행자
- 정은아

법대법 대표변호사
- 최태형
- 양소영
- 박지훈
- 이인철
- 장진영
- 임방글
- 정경준
- 오수진

## 같이 보기
- 솔로몬의 선택, TV로펌 솔로몬 (SBS TV, 2002년 4월 ~ 2009년 9월)
- 부부클리닉 사랑과 전쟁 (KBS 2TV, 2011년 11월 11일 ~ 2014년 8월 1일)
- 명랑해결단 (채널A)